# Юдита фон Швайнфурт
Юдита фон Швайнфурт, також Юдиф Швайнфуртська (нім. Judith von Schweinfurt, чеськ. Judita ze Schweinfurtu) — княгиня Чехії, дружина князя Бржетислава I, мати чеських князів Спитігнєва II, Вратислава II и Конрада.

## Біографія
Юдита народилася імовірно в 1003 році в сім'ї знатного баварського аристократа-маркграфа Нордгау Генріха фон Швейнфурт і Гербери фон Хенненберг (нім. Gerberga von Henneberg)
У «Чеській хроніці» Козьми Празького батьком Юдити названо її старшого брата Оттона, майбутнього герцога Швабії. Відомо, що маркграф Генріх фон Швайнфурт, після смерті імператора Оттона III в 1002 році, підтримав бік герцога Баварського Генріха IV у боротьбі за трон. Однак, коли Генріх Баварський був коронований (як Генріх II), фон Швайнфурт не отримав жодних привілеїв (можливо, йому було обіцяно титул герцога Баварії), внаслідок чого між ними розгорілася сварка, що закінчилася примиренням.
Батьки віддали Юдиту у монастир Швайнфурта, де вона навчалася грамоті та псалтирям і звідки була викрадена своїм майбутнім чоловіком Бржетиславом.

### Бржетислав и Юдита
Бржетислав був спадкоємцем чеського князя Олдржихаа з роду Пржемисловичів. Мати Бржетислава, Божена, була селянкою. Можливо, в 1019 році Олдржих віддав під керування Бржетислава Західну Моравію. Шлюб спадкоємця з представницею знатного роду міг закріпити зв'язки з німецьким дворянством, але незаконнонародженість Бржетислава (згідно "Чеської хроніки Козьми Празького, Олдржих не розлучився зі своєю першою дружиною перед весіллям на Божені, що могло бути перешкодою для такого шлюбу.
За словами Козьми, дізнавшись про красу і благородство Юдити, Бржетислав вирішив будь-яким шляхом отримати її в дружини. Можливо, Бржетислав навіть намагався просити руки Юдити в її батьків, оскільки вона збиралася стати монахинею. Вважаючи, що батьки дівчини не дадуть згоди на шлюб, княжич просто викрав її з монастирю. Теми романтичного кохання і викрадення неодноразово потім використовувалися в літературі, живописі та музиці.
Згідно з «Чеською хронікою», 1021 року Бржетислав зі своїми соратниками навмисне зупинилися на ніч у монастирі Швайнфурта. Завдяки тому, що за звичаєм в дзвін до Вечірньої служби дзвонили дівчата, Юдита зі служницями вийшла на вулицю, чим і скористався Бржетислав, схопивши її в сідло і залишивши монастир. Через те, що старший син Бржетислава і Юдити, Спитігнєв, народився тільки в 1031 році, деякі дослідники вважають, що викрадення і весілля сталися пізніше, наприклад, на думку чеського історика Франтішека Палацького, Бржетислав зустрів Юдиту не раніше 1029 року, коли їхав до двору імператора Конрада II через Швайнфурт. Однак, не виключено, що така дата народження Спитігнєва пояснюється тим, що до цього народжувалися дочки або він був першим спадкоємцем, що вижив. Згідно з Хронікою Козьми, щоб «не давати німцям приводу до образи на чехів», Бржетислав з нареченою поїхали в Моравію (побачившись з князем Олдржихом). Немає жодних відомостей про якесь переслідування пари з боку родичів Юдити або імператора, хоча згідно з хроном. соратники княжича, які приїхали з ним у монастир, були жорстоко понівечені. Деякі дослідники вважають, що шлюб був вигідний обом сторонам і заздалегідь узгоджений. Дядько Юдити Адальберт, який був на той час правителем Східної марки, не був проти союзу з Пржемисловичами.
У Юдити і Бржетислава було мінімум п'ятеро синів: Спитігнєв (нар. 1031), Вратислав (нар. 1035), Конрад (нар. ок 1036), Яромир (нар. 1040) і Отто (нар. бл. 1045).

### Вигнання з Чехії
Після смерті Бржетислава в 1055 році Юдита зазнала гонінь з боку Спитігнєва, що став новим князем. Після вступу на трон Спитігнєв практично відразу вирушив до Регенсбурга, де отримав підтвердження своїх прав від імператора Генріха III. Після повернення він ініціював антинімецьку політику, наказавши всім людям німецького походження залишити князівство протягом трьох днів. Новий князь не зробив винятку навіть для своєї матері (можливо через те, що Юдита була більш схильна до молодших синів). Хоча брат Юдити, Оттон, був герцогом Швабії з 1048 року, вона вирушила не до нього, а в Угорщину.

### Шлюб з Петром Орсеолою
Згідно з легендою, не маючи можливості інакше помститися своєму синові за нанесену їй образу, Юдита одружилася вдруге, за колишнього короля Угорщини Петра Орсеоло. Вперше повідомлення про цей шлюб зустрічається в «Чеській хроніці» Козьми Празького і деякі наступні хроніки повторювали цей сюжет (наприклад, про це повідомляється в Саксонському аналісті)). Але за повідомленням Угорської хроніки XIV століття, після язичницького повстання Вати в 1046 році і повернення князів Андрія і Левенте, Петра Орсеоло було схоплено при спробі втекти до Австрії, засліплено і доставлено до Секешфегервару, де незабаром він помер. Таким чином, його шлюб на Юдиті фон Швайнфурт виглядає сумнівним. За версією істориків, які сумніваються в шлюбі Юдити та Петра, замість Угорщини вона вирушила до свого середнього сина Конрада і зупинилася в одному з замків, що належали йому в Зноймо. Там у 1056 році на її кошти була побудована каплиця, на місці якої в 1190 році князем Конрадом II і його матір'ю Марією був заснований премонстрантський Лоуцький монастир.
Дослідник Ліза Уолвертон, що працювала над перекладами хроніки Козьми Празького, припускає, що той неправильно витлумачив джерела, в яких йшлося про шлюб інший Юдити з іншим королем Угорщини королем Угорщини, а саме Юдити Німецької та Соломона, сина Андрія I.
Угорський історик Дьюла Крісто припустив, що Петро все-таки міг пережити засліплення і померти в кінці 1050-х років.
Юдита фон Швайнфурт померла 2 серпня 1058 року. Згодом князь Вратислав перевіз останки матері і поховав поряд з чоловіком в соборі Святого Віта в Празькому Граді.

## Родина та діти
У Юдити та Бржетислава I було п'ятеро синів:
- Спитігнєв II (1031—1061) — князь Чехії з 1055 року. Був одружений на Іда фон Веттін з роду Веттінів, сестрі Дедо II фон Веттін, маркграфа Саксонської східної марки.
- Вратислав II (1035—1092) — князь Чехії з 1061 року і король Чехії з 1086 року. Був одружений мінімум двічі: з 1057 року на Аделаїді Угорській з династії Арпадів і з 1068 року на польській принцесі Святославі Сватаві.
- Конрад І (бл. 1036—1092) — князь Чехії в 1092 році (княжив 8 місяців). У 1054 році одружився з Вірпіркою з Тенглінгу.
- Яромир (1040—1090) — єпископ Праги з 1068 по 1089 роки.
- Отто І (бл. 1045—1087) — князь Оломоуца з 1061 року. Був одружений з Еуфімією Угорською, дочкою короля Белою I

Другий шлюб — з Петром Орсеоло, згаданий у «Чеській хроніці» Козьми Празького, оспорюється істориками.

## Відображення в культурі
Історія викрадення Юдити з монастиря стала дуже популярною темою в літературі. Найбільш значними серед цих пам'яток є:
- Чеська хроніка Козьми Празького, XII століття
- Далімілова хроніка, XIV століття.